# ازنویمو
زْنُیمو (به چکی: Znojmo) شهری در منطقه موراویای جنوبی کشور جمهوری چک است که جمعیت آن در سال ۲۰۰۷ میلادی ۳۴٫۹۰۲ نفر بوده‌است.